# Напірні води
Напі́рні во́ди (рос. напорные воды; англ. confined ground water, water under pressure, нім. Druckwasser n, gespanntes Grundwasser n, Stauwasser n) — підземні води, які перебувають під тиском, що значно перевищує атмосферний, і приурочені до водоносних горизонтів, які залягають між водотривкими (малопроникними) пластами в межах порівняно великих геологічних структур (синекліз, монокліналей та ін.). П'єзометричний рівень напірних вод при їх розкритті свердловинами встановлюється вище контакту водотривкої покрівлі і водоносного горизонту. Напірні води часто називають також артезіанськими водами.
Як правило, напірні води, рухаючись знизу вгору, підживлюють горизонти ґрунтових вод, котрі залягають вище в розрізі. У зв'язку з цим, у зонах розломів напірні води сприяють появі озер та заболочуванню земель навіть за відсутності горизонту ґрунтових вод (солоні озера у басейні р. Вовча).

## Пружні запаси напірних вод
Пружні запаси напірних вод (рос. упругие запасы напорных вод, англ. resilient reserve of pressure water, нім. federnde Druckwasservorräte m pl) — запаси підземних вод, що вивільняються при розкритті водоносного пласта та зниженні пластового тиску у ньому при відкачуванні (чи самовиливі) за рахунок об'ємного розширення води та зменшенні об'єму пор.